# Stéphane Yelle
Stéphane A. Yelle, född 9 maj 1974, är en kanadensisk före detta professionell ishockeycenter. Han vann två Stanley Cup med Colorado Avalanche i National Hockey League (NHL) och tillhörde även lagen Calgary Flames, Boston Bruins och Carolina Hurricanes.

## Spelarkarriär
Yelle spelade för Oshawa Generals i Ontario Hockey League när han blev draftad i 8:e rundan som 186:e totalt i NHL Entry Draft 1992 av New Jersey Devils. 1 juni 1994 trejdades han till Quebec Nordiques och gjorde sin proffsdebut med AHL-laget Cornwall Aces.
Säsongen därpå 1995-96 när Nordiques flyttade till Denver och blev Colorado Avalanche spelade Yelle och Avalanche sin första säsong i NHL och vann Stanley Cup. Han blev känd som en utmärkt tekare och för ett ständigt hårt jobb på isen och spelade med Avalanche mellan 1995 och 2002 och inkasserade ännu en Stanley Cup-titel 2001.
1 oktober 2002 trejdades Yelle tillsammans med Chris Drury till Calgary Flames i utbyte mot Derek Morris, Dean McAmmond och Jeff Shantz. Yelle var med och tog Flames till Stanley Cup-final 2004. Med sin defensiva spelroll fick han ofta hoppa in och spela back när laget var drabbad av skador.
3 september 2008 signerade Yelle ett ettårskontrakt med Boston Bruins. Säsongen 2008-09 spelade han 77 matcher och gjorde 18 poäng.
19 augusti 2009 skrev han på för Carolina Hurricanes. Efter en svag inledning på 2009-10 placerade Hurricanes honom på "waivers" den 26 oktober 2009. Han blev dock kvar i truppen.
3 mars 2010 trejdades Yelle från Hurricanes med Harrison Reed tillbaka till Colorado Avalanche för Cedric Lalonde-McNicoll samt ett draftval i sjätte rundan. Sedan han slutat med hockeyn har han arbetat som utvecklingskoordinator för Avalanche.

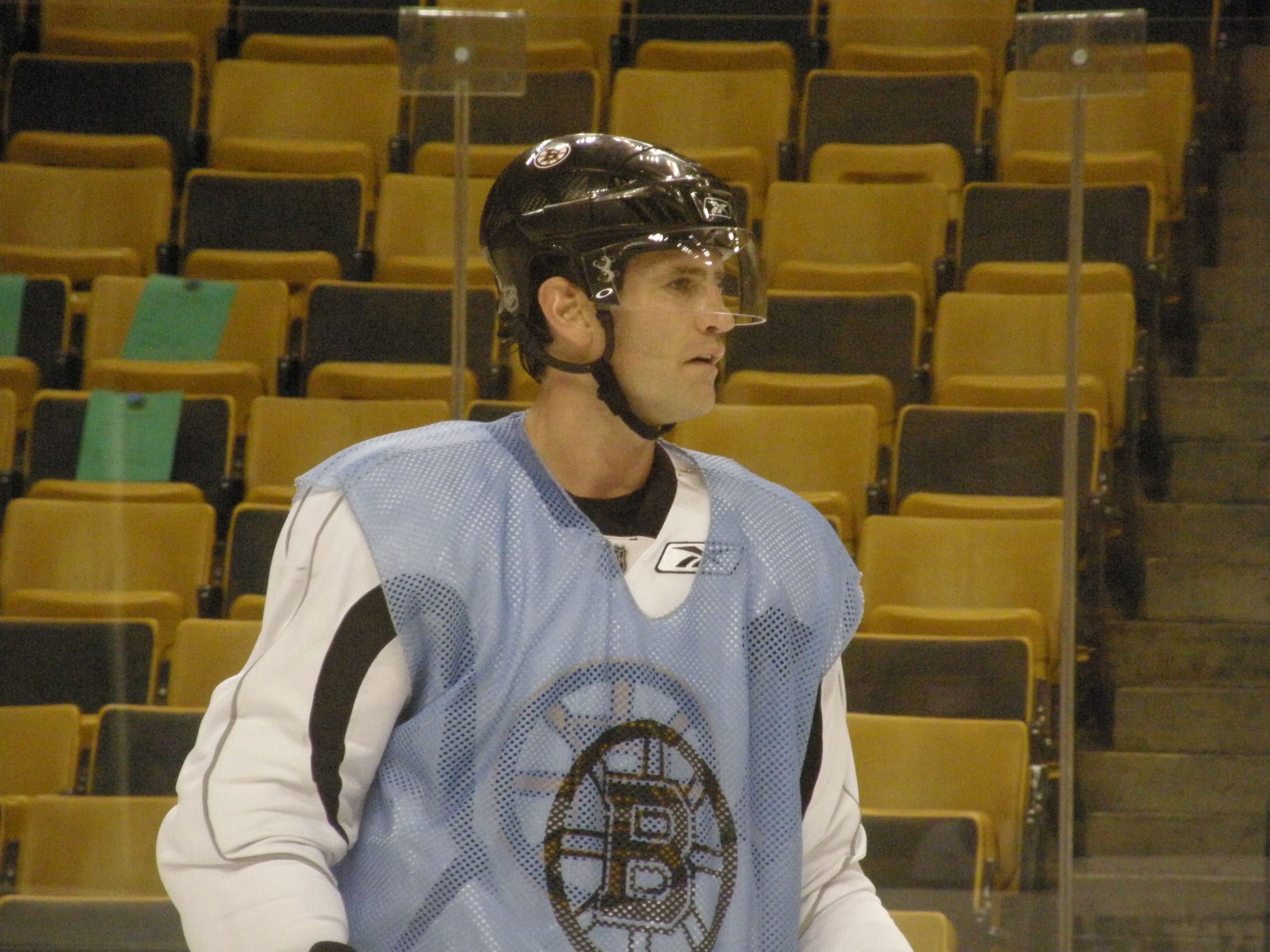
Yelle under en träning med Boston Bruins

## Statistik

### Klubbkarriär
| 1990–91    | Cumberland Grads    | CJHL       | 33  | 20 | 30  | 50  | 16  | —   | —  | —  | —  | —  |
| 1991–92    | Oshawa Generals     | OHL        | 55  | 12 | 14  | 26  | 20  | 7   | 2  | 0  | 2  | 2  |
| 1992–93    | Oshawa Generals     | OHL        | 66  | 24 | 50  | 74  | 20  | 10  | 2  | 4  | 6  | 4  |
| 1993–94    | Oshawa Generals     | OHL        | 66  | 35 | 69  | 104 | 22  | 5   | 1  | 7  | 8  | 2  |
| 1994–95    | Cornwall Aces       | AHL        | 40  | 18 | 15  | 33  | 22  | 13  | 7  | 7  | 14 | 8  |
| 1995–96    | Colorado Avalanche  | NHL        | 71  | 13 | 14  | 27  | 30  | 22  | 1  | 4  | 5  | 8  |
| 1996–97    | Colorado Avalanche  | NHL        | 79  | 9  | 17  | 26  | 38  | 12  | 1  | 6  | 7  | 2  |
| 1997–98    | Colorado Avalanche  | NHL        | 81  | 7  | 15  | 22  | 48  | 7   | 1  | 0  | 1  | 12 |
| 1998–99    | Colorado Avalanche  | NHL        | 72  | 8  | 7   | 15  | 40  | 10  | 0  | 1  | 1  | 6  |
| 1999–00    | Colorado Avalanche  | NHL        | 79  | 8  | 14  | 22  | 28  | 17  | 1  | 2  | 3  | 4  |
| 2000–01    | Colorado Avalanche  | NHL        | 50  | 4  | 10  | 14  | 20  | 23  | 1  | 2  | 3  | 8  |
| 2001–02    | Colorado Avalanche  | NHL        | 73  | 5  | 12  | 17  | 48  | 20  | 0  | 2  | 2  | 14 |
| 2002–03    | Calgary Flames      | NHL        | 82  | 10 | 15  | 25  | 50  | —   | —  | —  | —  | —  |
| 2003–04    | Calgary Flames      | NHL        | 53  | 4  | 13  | 17  | 24  | 23  | 3  | 3  | 6  | 16 |
| 2005–06    | Calgary Flames      | NHL        | 74  | 4  | 14  | 18  | 48  | 7   | 1  | 0  | 1  | 8  |
| 2006–07    | Calgary Flames      | NHL        | 56  | 10 | 14  | 24  | 32  | 6   | 0  | 0  | 0  | 2  |
| 2007–08    | Calgary Flames      | NHL        | 74  | 3  | 9   | 12  | 20  | 7   | 2  | 0  | 2  | 6  |
| 2008–09    | Boston Bruins       | NHL        | 77  | 7  | 11  | 18  | 32  | 11  | 0  | 1  | 1  | 2  |
| 2009–10    | Carolina Hurricanes | NHL        | 59  | 4  | 3   | 7   | 28  | —   | —  | —  | —  | —  |
| 2009–10    | Colorado Avalanche  | NHL        | 11  | 0  | 1   | 1   | 4   | 6   | 0  | 0  | 0  | 2  |
| NHL totalt | NHL totalt          | NHL totalt | 991 | 96 | 169 | 265 | 490 | 171 | 11 | 21 | 32 | 90 |

## Meriter och utmärkelser
| Merit                            | År         |
| -------------------------------- | ---------- |
| NHL                              |            |
| Stanley Cup (Colorado Avalanche) | 1996, 2001 |